# Cotyzineus bruchi
Cotyzineus bruchi là một loài bọ cánh cứng trong họ Cerambycidae.